# Ralf Ludwig (Medienmanager)
Ralf Ludwig (* 16. Juni 1968 in Borna, Deutsche Demokratische Republik) ist ein deutscher Medienmanager. Seit 2023 ist er Intendant des Mitteldeutschen Rundfunks.

## Leben
Ludwig absolvierte nach der polytechnischen Oberschule von 1985 bis 1988 eine Berufsausbildung mit Abitur an der Berufsschule der VEB Zentralwerkstatt für Braunkohleindustrie in Regis-Breitingen und erwarb zugleich einen Facharbeiterbrief als Instandhaltungsmechaniker. Ab 1991 studierte er Wirtschaftswissenschaft an der Universität Leipzig und schloss das Studium 1996 als Diplom-Kaufmann ab. Anschließend arbeitete er als Prüfer bei der WIBERA Wirtschaftsberatung.
Seit August 1999 arbeitet Ralf Ludwig beim Mitteldeutschen Rundfunk: Zunächst war er 1. Sachbearbeiter, dann ab Oktober 2000 Referent des MDR-Verwaltungsdirektors. Seit Januar 2002 war er Hauptabteilungsleiter Finanzen und wurde, nachdem er bereits von April 2011 bis Januar 2012 kommissarisch als Verwaltungsdirektor gewirkt hatte, im Dezember 2015 Verwaltungsdirektor des Mitteldeutschen Rundfunks.
Im März 2023 wurde Ludwig vom MDR-Rundfunkrat zum Nachfolger von Intendantin Karola Wille gewählt. Bei zwölf Gegenstimmen und drei Enthaltungen stimmten 33 Räte des 50-köpfigen Gremiums für Ludwig, der nur knapp die erforderliche Zwei-Drittel-Mehrheit erreichte. Im November 2023 trat er sein neues Amt an.
Ludwig ist verheiratet und Vater einer Tochter.